# Panografie

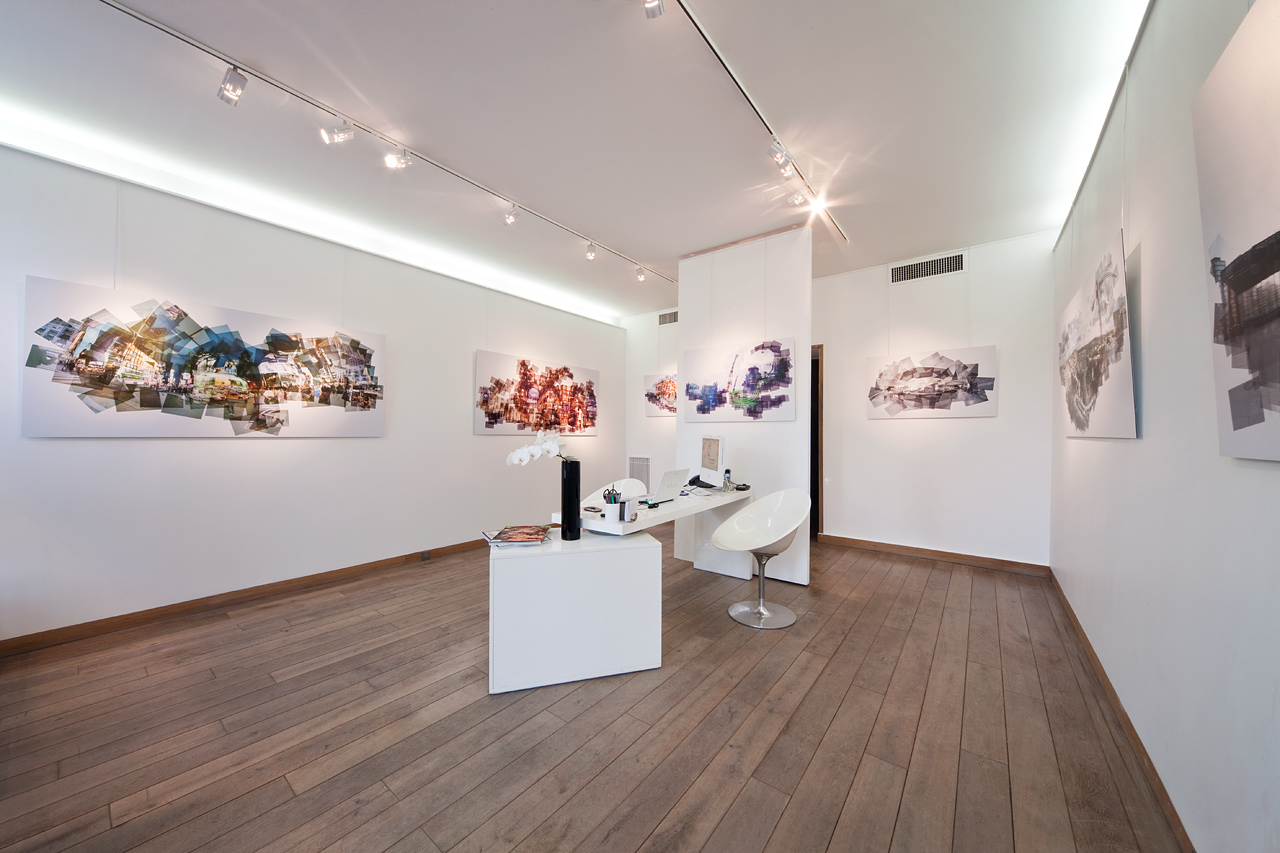
Eine Galerie zeigt eine Einzelausstellung „Panografie“.

 Die Panografie ist eine fotografische Technik, bei der ein Bild aus mehreren sich überlappenden Fotografien zusammengesetzt wird. Die Technik lässt sich händisch mit Ausbelichtungen oder mit Digitalbildern in einem Bildbearbeitungsprogramm anwenden.
Panografien zeigen eine weitwinklige Ansicht, die sich auf einen Blickwinkel von bis zu 360 Grad um den Künstler beziehen kann. Hierbei ist die Besonderheit der Panografie die Abgrenzung von automatischem Stitching: nämlich, dass sie ihre Herkunft nicht verschleiert, sondern alle Ränder und Überlappungen sichtbar bleiben. Durch die Technik der Panografie werden die Bilder um die Dimension der Zeit erweitert. Abläufe können im Gegensatz zum Ausdruck sonstiger Panoramen dadurch sichtbar gemacht werden, dass sich bei Panografien Bildausschnitte in Fotografierabfolge aneinanderreihen.

## Herkunft

### Analoge Panografie
Bereits in den 1980er Jahren arbeitete der britische Maler und Fotograf David Hockney an einer Vorstufe von Panografien. Er nannte seine Arbeiten, die in den Jahren 1982–1987 entstanden, schlichtweg „Pictures“ oder „Joiners“. Es handelte sich um Fotocollagen, die von ihm aus mehreren Bildern ausbelichteter Fotoabzüge zusammengelegt wurden: Hierzu verwendete Hockney zunächst gerade nebeneinander liegende Polaroids (Composite Polaroids), später auch 35-mm-Filmabzüge (Photographic Collages). Seine Motive waren häufig Szenen und Orte aus seinem Leben, Räume, Porträts.

### Digitale Panografie

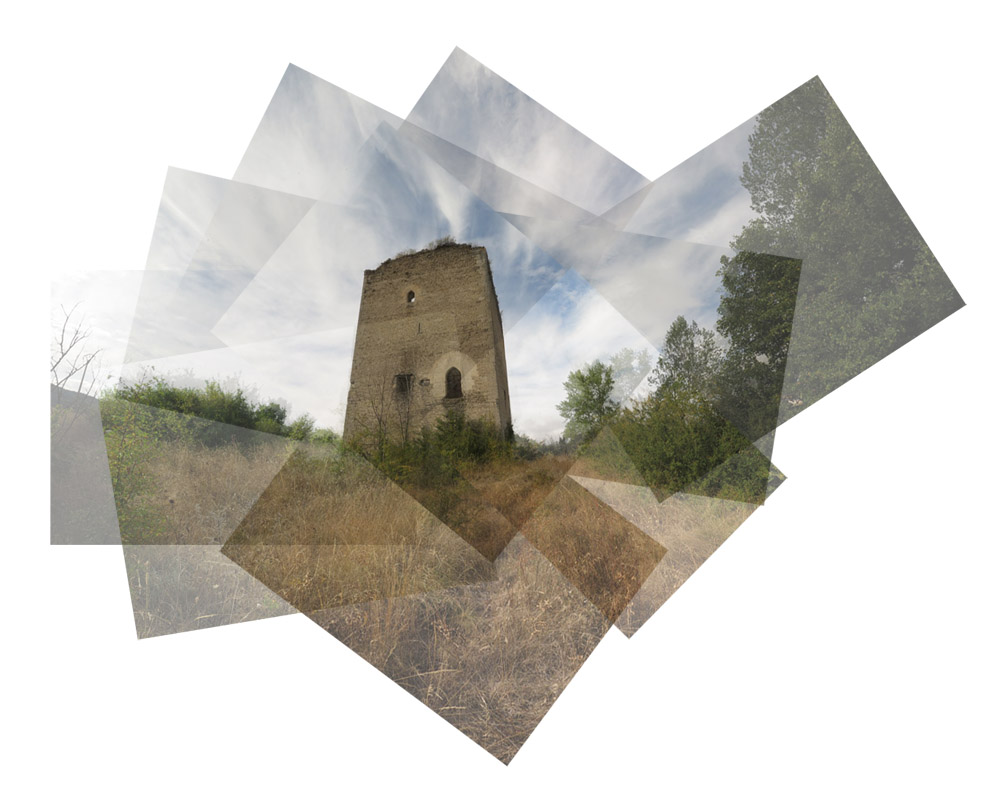
Panografie aus einem mittelalterlichen Turm (Berberana, Spanien)

Heutzutage lassen sich Panografien vom Künstler mit Bildbearbeitungsprogrammen zusammenlegen. Hierfür lädt er seine digitalen Bilder in eine Datei und erstellt durch virtuelles Verschieben und Verdrehen ein neues digitales Bild.
Auf Basis dieser Idee wurde in den letzten Jahren Software für Konsumenten programmiert, die mit ihr – eigentlich entgegen der Idee des Einzelbildes im Ganzen – ihre Fotos nachträglich auseinandernehmen und mit dem Look von Panografie versehen lassen können.

## Etymologie des Begriffs der Panografie
Da die Fotografien nun, auf grafische Weise zusammengesetzt, eine besondere und neue Art von Panoramen ergaben, prägte die deutsche Fotografin Mareen Fischinger im Jahr 2006 den Begriff der Panografie, der die Worte Panorama und Grafik verband. Seither wird der Begriff im Internet und auch für Ausstellungen weltweit genutzt und ist allgemein bekannt. Die englischsprachige Benennung von Panografie ist entsprechend Panography.